# 37P/Forbes
37P/Forbes – kometa okresowa z rodziny Jowisza. 
Kometę tę odkrył Alexander Forbes Irvine Forbes 1 sierpnia 1929 roku w Rosebank (Południowa Afryka). W nazwie znajduje się zatem nazwisko odkrywcy.

## Orbita komety i właściwości fizyczne
Orbita komety 37P/Forbes ma kształt elipsy o mimośrodzie 0,54. Jej peryhelium znajduje się w odległości 1,58 j.a., aphelium zaś 5,29 j.a. od Słońca. Jej okres obiegu wokół Słońca wynosi 6,37 lat, nachylenie do ekliptyki ma wartość 8,96˚.
Jądro tej komety ma rozmiary 1,9 km.